# Kashimashi: Girl Meets Girl
Kashimashi: Girl Meets Girl (かしまし ～ガール・ミーツ・ガール～, Kashimashi ~Gāru Mītsu Gāru~) é uma série japonesa de mangá yuri escrita por Satoru Akahori e ilustrada por Yukimaru Katsura. O mangá foi originalmente serializado na Dengeki Daioh entre as edições de julho de 2004 e maio de 2007, sendo posteriormente publicado em cinco volumes tankōbon pela MediaWorks de janeiro de 2005 a maio de 2007. A história se concentra em Hazumu Osaragi, um garoto normal, embora efeminado, do ensino médio, que é morto quando uma nave espacial alienígena cai sobre ele, sendo restaurado como uma garota. Isso resulta em um triângulo amoroso entre pessoas do mesmo sexo, no qual Hazumu se envolve com duas de suas melhores amigas.
Uma única light novel escrita por Mako Komao e ilustrada pelo artista do mangá foi publicada pela MediaWorks sob o selo Dengeki Bunko em janeiro de 2006. A série de mangá foi adaptada em uma série de televisão de anime de doze episódios e uma única sequência em original video animation (OVA) pelo Studio Hibari. O anime foi ao ar no Japão na TV Tokyo, entre janeiro e março de 2006; o OVA foi lançado em outubro do mesmo ano. Um romance visual foi criado com base na série para o PlayStation 2, sendo lançado em março de 2006.

## Produção
Quando foi decidido que Kashimashi: Girl Meets Girl começaria a ser publicado em série na revista de mangá Dengeki Daioh da MediaWorks, Satoru Akahori se perguntou que tipo de mensagem ele poderia enviar aos leitores e, por fim, decidiu que queria escrever uma mensagem constante de "amor verdadeiro". Akahori observou que, até a criação de Kashimashi, as obras que ele criou estavam muito distantes do conceito de amor verdadeiro, e muitas da suas obras anteriores envolviam muito conteúdo ecchi, o que Akahori estava tentando evitar em Kashimashi. Ele se perguntou se a história seria interessante e se poderia surpreender os leitores normais e os fãs de seus trabalhos anteriores, se escrevesse uma história de amor verdadeiro sem muito ecchi ou fan service.
Ao pensar em como escrever sobre o amor verdadeiro, Akahori achou engraçado que, em relacionamentos normais entre garotos e garotas, a tendência é fazer sexo. Para evitar isso, ele optou por ter um elenco de personagens principais femininas, mas sentiu que o público já havia passado por isso antes e que, portanto, não seria suficiente. Foi então que ele teve a ideia de mudar a personagem principal de um garoto para uma garota. Akahori sabia que isso seria um problema, já que normalmente a mudança de gênero de uma pessoa causaria complicações, uma delas sendo que a personagem agora feminina invariavelmente desejaria voltar a ser homem. Ele sabia que havia alguns problemas que não poderiam ser evitados, mas queria eliminar o desejo de voltar a ser homem. Por esse motivo, Akahori pensou que a personagem não iria querer voltar a ser homem se houvesse o impacto de o mundo inteiro já ter aceitado o fato de que seu gênero havia mudado. Para isso, Akahori decidiu que o alienígena que se chocou com a personagem não apenas o reviveria como mulher, mas transmitiria isso para o mundo inteiro, o que acontece no início de Kashimashi. Depois disso, Akahori achou necessário expandir o papel do alienígena na história. Nesse ponto do processo de desenvolvimento, Akahori sentiu que já podia começar a escrever a história.
O título Kashimashi é traduzido livremente como "barulhento, turbulento ou clamoroso", derivado da frase japonesa "Quando três mulheres se reúnem, é barulhento" (女三人寄れば姦しい, Onna sannin yoreba kashimashii).

## Mídias

### Mangá
O mangá Kashimashi é escrito por Satoru Akahori e ilustrado por Yukimaru Katsura. Os desenhos originais das personagens foram criados por Sukune Inugami e o uniforme escolar foi desenhado pela empresa Cospa. Foi publicado em série entre as edições de julho de 2004 e maio de 2007 da revista mensal de mangá Dengeki Daioh, vendida entre 21 de maio de 2004 e 21 de março de 2007, respectivamente. Cinco volumes tankōbon foram lançados no Japão entre 27 de janeiro de 2005 e 26 de maio de 2007, publicados sob o selo Dengeki Comics da MediaWorks, concluindo a série com 35 capítulos.
| N.º | Data de lançamento      | ISBN              |
| --- | ----------------------- | ----------------- |
| 1   | 27 de janeiro de 2005   | 978-4-8402-2955-5 |
| 2   | 27 de setembro de 2005  | 978-4-8402-3185-5 |
| 3   | 27 de fevereiro de 2006 | 978-4-8402-3366-8 |
| 4   | 27 de outubro de 2006   | 978-4-8402-3629-4 |
| 5   | 26 de maio de 2007      | 978-4-8402-3904-2 |

### Programas de web rádio
Houve dois programas de web rádio para a série Kashimashi. O primeiro programa, intitulado Kana, Yui, Yukari no Kashima Radio (佳奈・由衣・ゆかりのかしましらじお), foi produzido pela Beat Net Radio, começando com uma pré-transmissão em 30 de setembro de 2005 e terminando em 27 de outubro de 2006 com 56 episódios. Como está implícito no título, o programa foi apresentado por Kana Ueda, Yui Horie e Yukari Tamura, que dublaram a Hazumu, Yasuna e Tomari no anime, respectivamente. Vários convidados apareceram no programa, como Yūmao, que cantou o tema final do anime "Michishirube", ou outros dubladores do anime, como Ryōko Shintani, que dublou a Jan Pu, e Daisuke Ono, que dublou a Asuta. A música tema de abertura do programa de rádio foi "Compass: Egao no Yukue", cantada por Ueda, Horie e Tamura. Os ouvintes podiam enviar contribuições para o programa de rádio por meio de um formulário on-line. Um CD de áudio contendo os episódios entre a transmissão de setembro de 2005 e o início de 2006 foi colocado à venda em 24 de maio de 2006.
O segundo programa de web rádio, intitulado Masumi Ryōko no Kashima Radio PC (真澄♥良子のかしましらじおPC), também foi produzido pela Beat Net Radio, mas só estava disponível por meio de podcasts no Bandai Visual Podcast. Esse programa foi um dos dois únicos programas de rádio já distribuídos no Bandai Visual Podcast. O programa foi transmitido entre 22 de dezembro de 2005 e 27 de abril de 2006, concluindo com dez episódios, sendo apresentado por Masumi Asano e Ryōko Shintani; Asano dublou o Ayuki no anime.

### Livros
Uma light novel de Kashimashi, escrita por Mako Komao e ilustrada por Yukimaru Katsura, foi publicada pela MediaWorks sob o selo Dengeki Bunko em 10 de janeiro de 2006. O romance é contado a partir de uma perspectiva de primeira pessoa, alternando entre Hazumu, Yasuna e Tomari entre os capítulos. Há um prólogo, quatro capítulos e um epílogo no romance; o prólogo e o primeiro capítulo são contados a partir da perspectiva de Hazumu, depois a de Yasuna no capítulo dois, seguida pela de Tomari no capítulo três e, finalmente, de volta a Hazumu no capítulo quatro e no epílogo. As últimas três páginas do livro contêm um posfácio escrito pelo autor.
Um livro de artista de 112 páginas intitulado Kashimashi Official Fan Book (かしまし公式ファンブック, Kashimashi Kōshiki Fan Bukku) foi lançado pela MediaWorks em 27 de março de 2006. O livro, que tem o mesmo tamanho de um volume tankōbon de mangá, é impresso em cores nas primeiras 48 páginas, que consistem em uma compilação de arte promocional de tipos de mídia separados, perfis de personagens com esboços originais e comentários sobre as personagens, além de entrevistas com os dubladores de Hazumu, Yasuna, Tomari, Ayuki e Jan Pu e, por fim, desenhos conceituais originais dos uniformes escolares da série. A parte central do livro, impressa em preto e branco, contém uma breve visão geral dos primeiros 21 capítulos do mangá e entrevistas com o autor e ilustrador do mangá, o diretor do anime e roteirista do cenário e o autor da light novel. Há também uma breve explicação do romance visual para PlayStation 2, de duas figuras de Hazumu e de três CDs de áudio para a versão em anime. As últimas 16 páginas são novamente coloridas e consistem no primeiro episódio do anime em formato de mangá.

### Romance visual
Um jogo eletrônico de romance visual baseado na série chamada Kashimashi: Girl Meets Girl "Hajimete no Natsu Monogatari" (かしまし ～ガール・ミーツ・ガール～　「初めての夏物語。」, Kasimasi ~Gāru Mītsu Gāru~ "Hajimete no Natsu Monogatari") foi lançado pela primeira vez para o PlayStation 2 em 30 de março de 2006 no Japão. O jogo foi desenvolvido pela Vridge, publicado pela Marvelous Interactive, e lançado em duas edições, limitada e regular, no mesmo dia. A edição limitada veio em uma caixa especial com um CD de drama original chamado "Kashimashi Triangle Letter" e um CD de música com músicas do jogo em versões arranjadas para piano. Posteriormente, o jogo foi relançado em uma edição Best Collection em 16 de novembro de 2006, que foi vendida por menos da metade do preço do jogo original. Kashimashi: Girl Meets Girl "Hajimete no Natsu Monogatari" recebeu uma pontuação total de 26/40 (das quatro pontuações individuais de 7, 6, 7 e 6) da revista japonesa de jogos Famitsu.
A história do jogo começa no início das férias de verão. A professora de Hazumu, Namiko Tsuki, sugere que Hazumu e seus amigos façam uma viagem de uma semana para uma pequena vila nas montanhas com um resort de águas termais. Os avós de Hazumu moram nessa cidade e são duas novas personagens introduzidas na história. Três outras personagens femininas são apresentadas como possíveis interesses amorosos para Hazumu; duas delas têm a mesma idade que ela e a terceira é a proprietária mais velha do resort. O objetivo do jogo é juntar Hazumu com uma das cinco personagens femininas do elenco. O principal sistema de jogabilidade vem da personalidade indecisa de Hazumu. Se o jogador demonstrar mais interesse em uma determinada personagem, as outras personagens ficarão irritadas porque Hazumu as está ignorando, o que é exibido em um medidor de tensão. Quanto mais Hazumu ignora uma determinada personagem, maior é a tensão entre elas. Isso garante que Hazumu continue sendo uma boa amiga dos possíveis interesses amorosos. Para ver o final de uma determinada personagem, é necessário haver uma certa tensão entre as demais personagens, mas ela não pode ser muito grande ou o final não será exibido.
A jogabilidade exige pouca interação do jogador, pois a maior parte da duração do jogo é gasta simplesmente lendo o texto que aparece na tela do jogo, que representa o diálogo entre as várias personagens ou os pensamentos internos da protagonista. Um aspecto importante do jogo (como em quase todos os romances visuais) são os "pontos de decisão" que aparecem ocasionalmente e dão ao jogador a chance de escolher entre um número limitado de opções. O tempo entre esses pontos de decisão é variável e pode ocorrer em qualquer lugar, de um minuto a muito mais. O jogo faz uma pausa nesses momentos e, dependendo da escolha que o jogador fizer, a trama progredirá em uma direção específica. Cada linha de enredo pode ser alcançada por meio de várias repetições.

## Recepção

### Mangá
Em julho de 2007, a versão em inglês de Kashimashi foi o título mais vendido da Seven Seas Entertainment. O primeiro volume do mangá recebeu críticas positivas, como da Newtype USA, uma popular revista de anime e mangá. O primeiro volume foi nomeado como o Livro do Mês da Newtype USA em dezembro de 2006, e a resenha observou a tradução "focada nos fãs" da Seven Seas Entertainment, que manteve os honoríficos e grande parte do jogo de palavras japonês sem esforços para localizar o humor para o mercado americano convencional. A resenha prossegue afirmando que "para os fãs de produções românticas mais convencionais, é uma reviravolta elegante na fórmula tradicional de triângulo amoroso e uma alternativa encantadora para garotos que conhecem garotas".  Em uma resenha na Anime News Network (ANN), Carlo Santos comentou que "os eventos rápidos desse primeiro volume se combinam para formar uma história de muitos humores: uma comédia de gênero, mas com toques de ficção científica e, acima de tudo, um romance mais tocante do que se poderia esperar. Chegou a hora de repensar o triângulo amoroso". Em uma resenha na IGN, A. E. Sparrow afirmou que "há muito o que apreciar no primeiro livro, no entanto. A tentativa de Hazumu de comprar seu primeiro sutiã é muito bem-humorada, assim como as visitas ocasionais dos alienígenas que o colocaram nessa situação para início de conversa".
O segundo volume do mangá foi analisado positivamente na Anime News Network por Theron Martin, que escreveu: "Com o segundo volume, o título entra totalmente no reino da comédia romântica, polvilhando liberalmente sua história com comentários bem-humorados, pegadinhas e anedotas, ao mesmo tempo em que lida de frente com o triângulo amoroso muito mais sério e envolvido que surge em torno de Hazumu. No entanto, apesar de todas as tentativas de ser engraçado, é o lado mais dramático da história que fará com que você volte sempre". Na resenha da ANN sobre o volume três do mangá, Theron Martin escreveu: "A arte de Yukimaru Katsura raramente dedica mais esforço aos planos de fundo do que o necessário, mas sua força sempre esteve nos desenhos das personagens e nos trajes. A variedade do elenco feminino oferece um grande contraste de visuais [mas] ... os personagens masculinos, embora facilmente distinguíveis, se destacam menos". Na resenha dupla da ANN dos volumes quatro e cinco do mangá, Martin comentou: "Esses volumes oferecem uma conclusão sólida para essa adorável série yuri. Ela lida com as coisas de forma bastante diferente da versão em anime, e aqueles que ficaram irritados com o final do anime devem achar este mais do seu agrado".
O primeiro volume do mangá foi, em geral, criticado por Deb Aoki no site About.com, que considerou as personagens "muito rasas e desinteressantes" e a história "muito rebuscada" e "ridícula" para ser uma boa história. No entanto, Aoki admitiu que a arte é "bastante agradável, e há alguns momentos de ternura e humor genuínos". Em uma resenha do primeiro volume do mangá feita por Matthew Alexander no Mania.com, ele considerou que, embora "histórias com triângulos amorosos ou protagonistas que mudam de gênero já tenham sido feitas antes... a mudança de Hazumu para uma garota explora o romance entre pessoas do mesmo sexo de uma forma interessante e cômica".

### Anime
A série de anime foi comparada com uma série similar que envolvia troca de gênero — Ranma ½, de Rumiko Takahashi. Em uma resenha no THEM Anime Reviews, Stig Høgset escreveu que o anime pode ser "irritante de assistir às vezes", mas ainda assim consegue arrancar sorrisos, já que as personagens tornam a história crível, chamando-a de "pé no chão e agradável de se ver, se nada mais", reforçada por um estilo artístico detalhado e uma "qualidade de animação geralmente ótima". O final do anime foi avaliado positivamente por Erica Friedman, presidente da Yuricon, uma convenção de anime voltada a fãs de animes e mangás do gênero yuri, e da ALC Publishing, uma editora dedicada a yuri. Friedman descreveu o final como "tão normal — tão parecido com algo que realmente poderia ter acontecido na vida real... que meio que passou despercebido."
Carl Kimlinger, do Anime News Network, disse que, ao contrário de Kannazuki no Miko, a série não "sobrecarrega emocionalmente seu público", mas é uma "comédia romântica levemente emocional", com o segredo da "mudança de sexo de Hazumu" sendo revelada ao mundo todo. Ele comentou que a alternância de pontos de vista das personagens faz com que você "simpatize fortemente com cada um deles". Kimlinger também elogiou os "visuais evocativos com facilidade e... trilha sonora discreta", disse que a série tem um olhar atento para o "potencial dramático de sua premissa de troca de gênero", chamou os cenários de "suavemente evocativos" e descreveu a obra como uma "comédia romântica gentil", embora tenha considerado o humor da série forçado e "intrusivo".
Os três volumes de DVD lançados pela Media Blasters foram resenhados pela Anime News Network. Na resenha do primeiro DVD, o revisor comentou que a série "equilibrou habilmente" os diferentes pontos de vista das personagens, envolvendo os espectadores com "visuais suaves e evocativos sem esforço", e se apoiando em expressões faciais que mudavam sutilmente para comunicar os estados emocionais das personagens. Para o segundo volume em DVD, Theron Martin afirmou que o estilo artístico e as cores utilizadas contribuem para "o visual e o clima da história original", com o anime duplicando muitas cenas do mangá original e fazendo de tudo para permanecer fiel à "escrita original". Por fim, para o terceiro volume, Carl Kimlinger escreveu que os roteiristas fizeram uma tentativa imprudente de remover o "amargo" de "agridoce", ao inserir desenvolvimentos de enredo pouco convincentes no OVA, mas que o desfecho é, em última análise, "profundamente satisfatório".
Os três volumes em DVD lançados pela Media Blasters também foram resenhados pelo site Mania.com. Na análise do primeiro DVD, o revisor Chris Beveridge descreveu o anime como "algo diferente do comum", que "mistura romance e comédia muito bem". No entanto, o ritmo no início foi considerado "desajeitado", o que "demora para realmente encontrar seu ritmo". Para o segundo volume, Beveridge comentou que "a mistura dos relacionamentos continua sendo a parte mais interessante do show". Ele também afirmou que "os momentos suaves são cafonas e ruins", mas que "quando se trata do elenco principal, é um material sólido e muito agradável". Por fim, no terceiro volume, Beveridge escreveu que "apesar dos problemas com o rumo da série no episódio bônus do OVA, Kashimashi provou ser muito divertido pelas situações que apresentou". A série "termina de forma bastante satisfatória", sendo "não apenas divertida, mas também um show romântico agradável, com muito coração e emoção".